# كاباروت

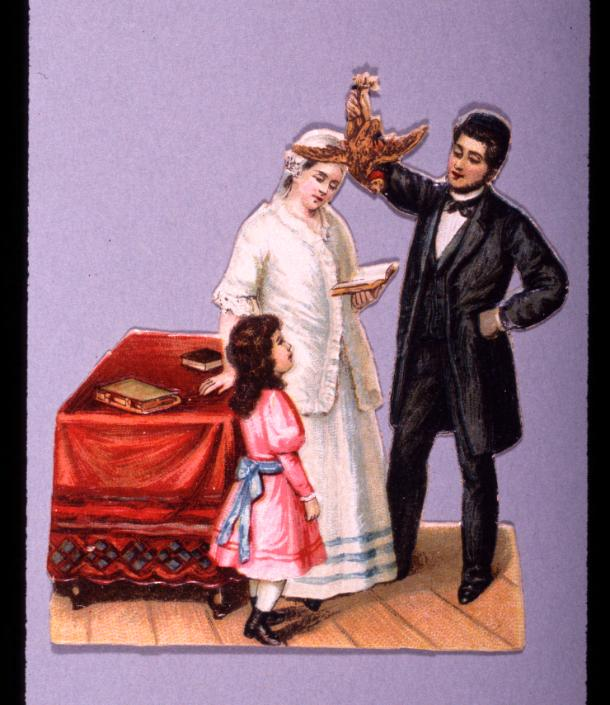
الطباعة الحجرية من رجل يمسك الطائر لكاباروت، القرن 20 في وقت متأخر القرن 19

كاباروت ((بالعبرية: כפרות‏)، النطق الأشكنازي، Kapporois, Kappores)
هي أحد الطقوس اليهودية التي تمارس من قبل بعض اليهود عشية يوم الغفران و عرف الذي يتم نقل خطايا شخص رمزيا إلى الطيور .